# طم طم
طم طم (بالإنكليزية: Kum Kum؛ باليابانية:わんぱく大昔クムクム)، مسلسل رسوم متحركة ياباني أنتج في العام 1975 من إخراج يوشيكازو ياسوهيكو، بعدد حلقات يبلغ 26 حلقة.

## روابط خارجية
- طم طم على موقع IMDb (الإنجليزية)
- طم طم على موقع كينوبويسك (الروسية)
- طم طم على موقع ألو سيني (الفرنسية)
- طم طم على موقع قاعدة بيانات الفيلم (الإنجليزية)
- طم طم على موقع ANN anime (الإنجليزية)